# World Innovation Summit for Education
World Innovation Summit for Education (WISE), è un summit internazionale lanciato nel 2009 che si tiene a Doha, capitale del Qatar, e che si propone di trasformare l'educazione promuovendo l'innovazione e collegando l'educazione ai temi dello sviluppo.

## Storia
WISE è stato lanciato nel 2009 dalla Qatar Foundation for Education, Science and Community Development, un'organizzazione senza scopo di lucro, sotto il patrocinio di sua Altezza Sheikha Moza bint Nasser. WISE, presieduto da Sheikh Abdulla Ali Al-Thani, PhD, organizza un vertice annuale a Doha, capitale del Qatar, riunendo esperti dell'educazione provenienti da diversi settori per condividere nuovi approcci pratici. Questo evento unico agisce come un'arena privilegiata per il dialogo ed il confronto.
Oltre a questo forum, WISE è anche un'iniziativa continuativa orientata alla promozione dell'innovazione nel campo dell'educazione. Questo include attività quali il WISE Prize for Education e gli WISE Awards insieme a collaborazioni con partner internazionali.
Il Summit annuale WISE riunisce oltre 1.000 esperti nel campo dell'educazione provenienti da tutto il mondo e da una pluralità di settori. Si tratta di ricercatori, studiosi, accademici, insegnanti, amministratori, politici, rappresentanti di ONG e di aziende del settore privato, giornalisti, tutti alla ricerca di nuove collaborazioni e di soluzioni innovative. L'obiettivo del Summit è  ispirare cambiamenti creativi nel campo dell'istruzione. Questa tre giorni del forum è un evento a inviti e comprende un programma di sessioni plenarie e sessioni in parallelo, insieme a laboratori e opportunità di networking. Una vasta area espositiva contribuisce a costruire la comunità WISE con stand, video e informazioni altamente interattivi e attività connesse all'iniziativa WISE nel suo complesso.

### Il Summit WISE 2009
La prima edizione, dal 16 al 18 novembre 2009, ha avuto come tema Global Education: Working Together for Sustainable Achievements e si è focalizzata sui modelli educativi del XXI secolo, sull'innovazione, sulle nuove iniziative e sulle buone pratiche, sull'impegno educativo su scala globale

### Il Summit WISE 2010
La seconda edizione, dal 7 al 9 dicembre 2010, ha avuto come tema Building the Future of Education ed è stata centrata su tre temi: 
- Migliorare i sistemi di Istruzione: esplorare nuovi modelli di leadership, i curricula, l'educazione aperta e le partnership multi-stakeholder.
- Esplorare le tendenze innovative: esaminando le tendenze nazionali e internazionali che vanno dagli sviluppi della scienza dell'apprendimento ai social mediae alle metodologie didattiche innovative nei paesi più poveri tramite l'uso di dispositivi mobili.
- Finanziare l'educazione: come trovare le risorse per finanziare l'istruzione, soprattutto in un momento di crisi economica globale.

### Il Summit WISE 2011

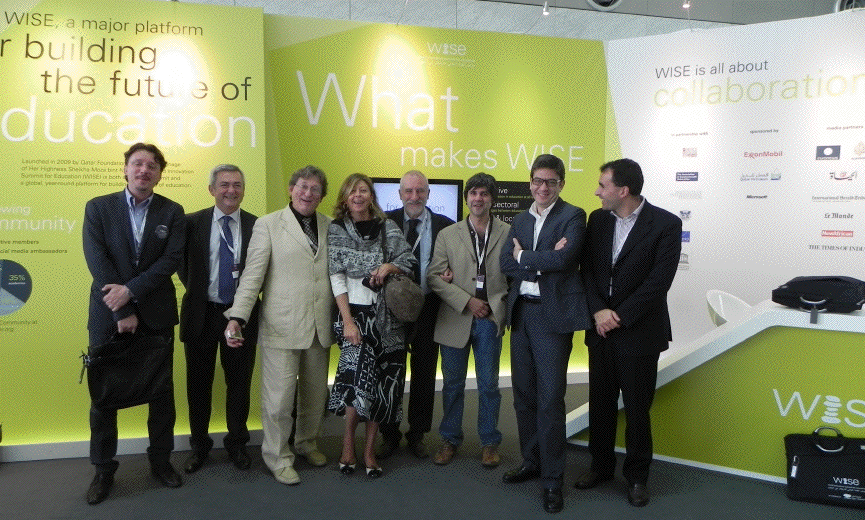
La delegazione italiana a WISE 2011

La terza edizione si è svolta dall'1 al 3 novembre 2011. Il tema è stato Changing Societies, Changing Education.
140 i relatori e 1200 partecipanti da 120 paesi: questi i numeri del Summit che si è articolato in tre giornate:
- Nel primo giorno il focus è stato su come l'innovazione e il cambiamento avvengano in diversi settori con la domanda se e come questi modelli possono ispirare nuove strategie per l'educazione e per una collaborazione intersettoriale per lo sviluppo.
- La discussione del secondo giorno ha posto l'accento sull'innovazione nel campo dell'educazione. I partecipanti hanno esplorato modelli di riforma dell'intero sistema di istruzione, così singoli progetti in grado di ispirare più ampie riforme.
- Il terzo giorno la discussione si è rivolta al futuro, proponendo nuove visioni e nuove idee su come l'educazione e i sistemi per apprendimento permanente possano rispondere meglio alle esigenze di società che cambiano, e possano preparare meglio gli studenti per un futuro sconosciuto.

### Il Summit WISE 2012
La quarta edizione del Summit si svolgerà dal 13 al 15 novembre 2012, come sempre a Doha, in Qatar.